# Alcimos
Pour les articles homonymes, voir Alcimos (homonymie).
Alcimos de Sicile (en grec ancien Αλκιμος / Alkimos) est un rhéteur et historien du IIIe siècle av. J.-C.
Originaire de Sicile, hostile à Platon contre qui il a écrit un ouvrage en quatre livres, il est cité par le doxographe Diogène Laërce à l’article consacré à Platon : « Platon semble avoir beaucoup emprunté à Épicharme, dont il a retranscrit de très nombreux passages, d’après Alcimos dans son 'Contre Amyntas'. » En effet, Alcimos a écrit un ouvrage contre le platonicien Amyntas d'Héraclée, élève de Platon. Il semblerait avoir également été un élève du mégarique Stilpon.